# Laccophilus elegans
Laccophilus elegans är en skalbaggsart som beskrevs av Sharp 1882. Laccophilus elegans ingår i släktet Laccophilus och familjen dykare. Inga underarter finns listade i Catalogue of Life.